# Anton Hüttmayr
Anton Hüttmayr (* 18. August 1957 in Puchkirchen am Trattberg) ist ein oberösterreichischer Kaufmann und Politiker (ÖVP). Er war von 1997 bis 2015 Abgeordneter zum Oberösterreichischen Landtag.

## Ausbildung und Beruf
Anton Hüttmayr besuchte die Volks- und Hauptschule und erlernte einen technischen und einen kaufmännischen Beruf. Er war als Anlagenmonteur im In- und Ausland tätig und arbeitete als Werkstättenleiter. Hüttmayr ist Absolvent der katholischen Sozialakademie, erwarb die Studienberechtigungsprüfung für Rechtswissenschaften und besuchte Seminare in Betriebswirtschaft, Management, REFA, Arbeitstechnik und Arbeitsrecht. Zudem legte Hüttmayr die Konzessionsprüfung für Mietwagen ab.
Mit seiner Frau Christine baute Hüttmayr eine Firma für Personenbeförderung und Vermietung auf und ist als selbstständiger Kaufmann Inhaber und Geschäftsführer einer Personalbereitstellungsfirma mit rund 160 Mitarbeitern in Puchkirchen. Hüttmayr ist zudem Inhaber eines Betriebs für die Herstellung und Vermarktung von Werkstattausrüstung und betreibt zudem einen Gewerbepark in Puchkirchen.

## Politik
Hüttmayr war zwischen 1983 und 1987 Obmann des ÖAAB in Puchkirchen sowie Servicereferent. Seit 1992 steht er der ÖVP Vöcklabruck als Bezirksparteiobmann vor, von 1985 bis 1991 war er Vizebürgermeister von Puchkirchen. Hüttmayr wurde am 7. Juli 1993 in den österreichischen Bundesrat gewählt, dem er bis zum 2. November 1997 angehörte. Danach wechselte er in den oberösterreichischen Landtag, dem er seit 31. Oktober 1997 angehörte. Seit 2007 ist Hüttmayr Bürgermeister in Puchkirchen am Trattberg.

## Privates
Hüttmayr ist verheiratet und hat drei Töchter.
Er ist Bezirks-Obmann des Österreichischen Hilfswerks in Vöcklabruck.
Seit 2006 ist er zudem Obmann des Regionalmanagement Vöcklabruck/Gmunden und war 2006 maßgeblich an der Umsetzung der Landesausstellung „Kohle und Dampf“ beteiligt.
Von 1995 bis Anfang 2012 war er Präsident des oberösterreichischen Zivilschutzverbandes, von welcher er mit großem Medienecho zurückgetreten ist. Der Grund war eine Auftragsvergabe, wo seine eigene Firma ohne Ausschreibung zum Zug kam.

## Auszeichnungen
- 2016: Goldenes Ehrenzeichen des Landes Oberösterreich[1]